# Centrum Gregoriaans

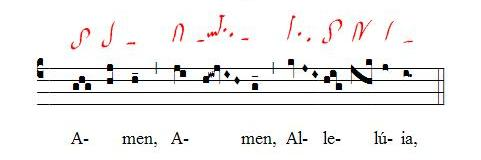
Gregoriaans met neumen

Het Centrum Gregoriaans is een vzw die als doel heeft het stimuleren van de uitvoering van de gregoriaanse muziek. Het centrum organiseert cursussen om het gregoriaans te leren zingen en interpreteren op basis van oude handschriften met neumennotatie.

## Historie
Het Centrum Gregoriaans werd opgericht in 1985 als onderdeel van de Concertvereniging der Kempen. Aanvankelijk organiseerde het centrum gregoriaanse studiedagen in de abdij van Tongerlo. Onder invloed van de docenten Jan Boogaarts en Frans Mariman groeiden deze studiedagen uit tot volledige cursussen. Uiteindelijk werden grote cursussen van drie jaar georganiseerd, met modules voor zowel nieuwelingen als beroepsmusici.
In 1992 verhuisden de activiteiten naar de Oude Abdij in Drongen, een deelgemeente van Gent. In 2000 werd het Centrum een afzonderlijke vzw. De vereniging telt negen vaste docenten en een twintigtal andere medewerkers. Jaarlijks ontvangt het Centrum een zestigtal cursisten uit Vlaanderen en Nederland.

## Belang
Koren, zangers of dirigenten uit heel België werden intussen opgeleid en/of beïnvloed door het Centrum Gregoriaans: onder meer het Gregoriaans Koor van Leuven. De door het centrum aangeleerde interpretatie van het gregoriaans heeft verschillende uitvoerders beïnvloed. Samen met het Davidsfonds organiseert het centrum soms reizen in het teken van het gregoriaans.
Het Centrum Gregoriaans beheert de nalatenschap van gregoriaans onderzoeker Fred Schneyderberg. Zo ordende het centrum de gregoriaanse bibliotheek Schneyderberg, die in 2007 werd overgebracht naar de Leuvense universiteitsbibliotheek. De uitgebreide documentatie en werkdocumenten van Fred Schneyderberg bleven in Drongen. Het centrum ontving eveneens de gregoriaanse boekencollectie van de in 2008 overleden Nederlandse zanger en dirigent Wim Van Gerven. Naar aanleiding van zijn dissertatie raadpleegde drs. Leo Lousberg eind 2015 het archief te Drongen en kwam tot de vaststelling dat dit nog een wetenschappelijke waarde vertegenwoordigde. Na verder onderzoek en beraad besliste het bestuur het resterende archief Fred Schneyderberg en de gregoriaanse boekencollectie Wim Van Gerven over te dragen aan de KU Leuven – Centrale Bibliotheek, wat op 2 mei 2016 gebeurde.

## Uitgaven
- In 2003 werd door het Davidsfonds de cd Cantus Gallicanus uitgegeven. De uitvoering gebeurde door het koor Schola Trunchiniensis. Het stond onder leiding van Frans Mariman en was samengesteld uit docenten en ex-cursisten van het Centrum Gregoriaans.[4]
- In 2013 werd door het centrum het boek Magna Vox Laude Sonora. Liber Amicorum Frans Mariman uitgegeven.[5]